# Spirostreptus insculptus
Spirostreptus insculptus är en mångfotingart som beskrevs av Pocock. Spirostreptus insculptus ingår i släktet Spirostreptus och familjen Spirostreptidae. Inga underarter finns listade i Catalogue of Life.